# Equação paramétrica

Um exemplo de desenho criado a partir de equações paramétricas é a curva da borboleta

Equações paramétricas são um conjunto de equações que expressam um conjunto de quantidades como funções explícitas de número de variáveis independentes, conhecidas como parâmetros. Por exemplo, enquanto a equação de um círculo em coordenadas cartesianas é: {\displaystyle r^{2}=x^{2}+y^{2},} um conjunto de equações paramétricas para o círculo pode ser:
{\displaystyle x=r\cos t}
{\displaystyle y=r\operatorname {sen} t,}
Um exemplo da utilidade das equações paramétricas está na cinemática, onde esse tipo de equação serve para descrever a trajetória que um objeto pode assumir ao longo do tempo, este último serve como parâmetro da equação.
A noção de equação paramétrica tem sido generalizada para superfícies e variedades de mais dimensões, com o número de parâmetros igual ao número de dimensões e o número de equações sendo igual à dimensão do espaço em que o distribuidor ou variedade é considerado. Nas curvas por exemplo um parâmetro é usado, sendo a dimensão igual a um, enquanto em superfícies a dimensão é dois e dois parâmetros são utilizados. 

## Aplicações
As equações paramétricas são frequentemente utilizadas na cinemática, por exemplo, utilizamos as equações paramétricas para descrever movimentos de corpos, a posição de uma partícula pode ser descrita como:
{\displaystyle r(t)=(x(t),y(t),z(t)),}
a qual pode ser escrita também como:
{\displaystyle r(t)=x(t){\overset {\rightarrow }{i}}+y(t){\overset {\rightarrow }{j}}+z(t){\overset {\rightarrow }{k}}.}
A velocidade, portanto, pode ser encontrada através da derivada dessa fórmula:
{\displaystyle r'(t)=(x'(t)+y'(t)+z'(t))}
escrevendo na forma vetorial, obtemos:
{\displaystyle r'(t)=x'(t){\overset {\rightarrow }{i}}+y'(t){\overset {\rightarrow }{j}}+z'(t){\overset {\rightarrow }{k}}}
Consequentemente, a aceleração é dada pela derivada da velocidade ou pela derivada segunda da posição, isto é:
{\displaystyle r''(t)=(x''(t),y''(t),z''(t))}
na forma vetorial, temos:
{\displaystyle r''(t)=x''(t){\overset {\rightarrow }{i}}+y''{\overset {\rightarrow }{j}}+z''{\overset {\rightarrow }{k}}}
Além disso, as equações paramétricas são utilizadas na área da computação (CAD - Computer-aided design) e também são usadas para resolver problemas de geometria, uma clássica utilização é a parametrização euclidiana para triângulos retângulos.

## Exemplos em duas dimensões

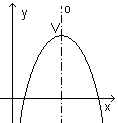
Parábola

### Parábola

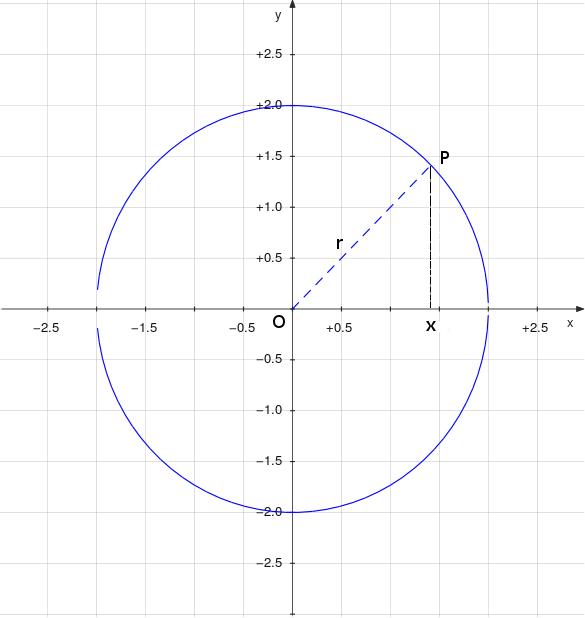
Círculo

A equação de uma parábola não parametrizada é 
{\displaystyle f(x)=x^{2}}
a qual pode ser parametrizada utilizando x=t, para um intervalo {\displaystyle -\infty <t<\infty .} como:
{\displaystyle x=t} e  {\displaystyle y=t^{2}}

### Círculo
A equação do círculo de raio igual a 1 comumente utilizada é:
{\displaystyle x^{2}+y^{2}=1}
para este mesmo círculo podemos escrever a seguinte equação parametrizada, para o intervalo de {\displaystyle 0\leq t\leq 2\pi :}
{\displaystyle (x,y)=(cos(t),sen(t))}
ou se preferirmos podemos escrever na forma:
{\displaystyle x=cos(t)} e  {\displaystyle y=sen(t)}

### Hipérbole
- Hipérbole de abertura leste-oeste:

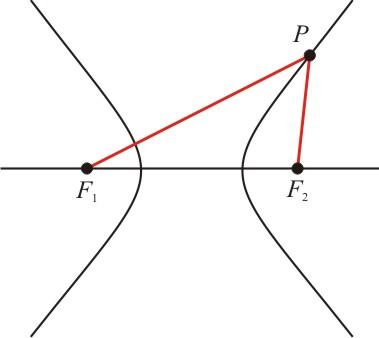
Hipérbole

A equação dessa hipérbole no sistema de coordenadas cartesianas é:
{\displaystyle {\frac {\left(x-h\right)^{2}}{a^{2}}}-{\frac {\left(y-k\right)^{2}}{b^{2}}}=1}
A equação parametrizada de uma hipérbole de abertura leste-oeste pode ser escrita como:
{\displaystyle {\begin{aligned}x&=a\sec t+h\\y&=b\tan t+k\end{aligned}}\quad }
- Hipérbole de abertura norte-sul:

A equação dessa hipérbole no sistema cartesiano é:
{\displaystyle {\frac {\left(y-k\right)^{2}}{a^{2}}}-{\frac {\left(x-h\right)^{2}}{b^{2}}}=1}
A equação parametrizada de uma hipérbole de abertura norte-sul pode ser escrita como:
{\displaystyle {\begin{matrix}x=b\tan t+h\\y=a\sec t+k\\\end{matrix}}\quad }
sendo (h,k) o centro da hipérbole, 'a' o semi-eixo real, isto é, metade da distância entre os ramos, e 'b' o semi-eixo imaginário.

### Elipse

Elipse

A curva no plano cartesiano de uma elipse é:
{\displaystyle {\displaystyle Ax^{2}+Bxy+Cy^{2}+Dx+Ey+F=0}}
com todos os coeficientes reais, sendo que quando os eixos da elipse são paralelos aos eixos coordenados a equação pode ser simplificada para:
{\displaystyle {\displaystyle \left({\frac {x-h}{a}}\right)^{2}+\left({\frac {y-k}{b}}\right)^{2}=1,}}
sendo (h,k) o centro da elipse e 'a' e 'b' os semi-eixos da elipse.
A equação paramétrica canônica de uma elipse centrada na origem, com semi-eixos 'a' e 'b' é dada pela seguinte fórmula:
{\displaystyle x=acos(t)}e {\displaystyle y=bsen(t)}
Enquanto, a equação paramétrica geral dessa mesma curva pode ser dada, por:
{\displaystyle x=Xc+acos(t)cos(\varphi )-bsen(t)sen(\varphi )}
{\displaystyle y=Yc+acos(t)sen(\varphi )+bsen(t)cos(\varphi )}
t varia de {\displaystyle 0\leq t\leq 2\pi ,} Xc e Yc representam o centro da elipse e {\displaystyle {\displaystyle \varphi }} é o ângulo entre eixo x e o maior eixo da elipse.

## Exemplo em três dimensões

### Hélice

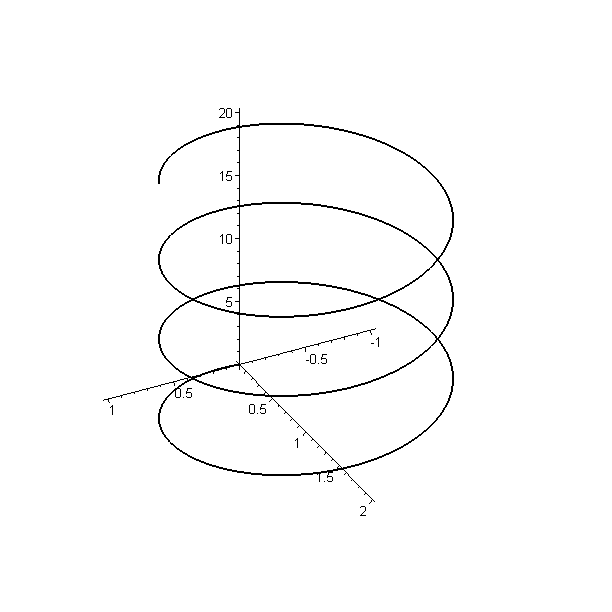
Hélice

A hélice é uma curva tridimensional que combina a rotação em torno de um ponto com o movimento de translação desse mesmo ponto, a parametrização dessa forma tridimensional é dada pela seguinte fórmula em coordenadas cartesianas:
{\displaystyle {\begin{aligned}x&=a\cos(t)\\y&=a\mathrm {sen} \,(t)\\z&=bt\,\end{aligned}}}
Em coordenadas cilíndricas, essas equações são escritas da seguinte forma:
{\displaystyle {\displaystyle r=1\,}}
{\displaystyle {\displaystyle \theta =t\,}}
{\displaystyle {\displaystyle h=t\,}}